# Alexander Rubel
Alexander Rubel (n. 27 decembrie 1969, Kaiserslautern, Renania-Palatinat, Germania) este un istoric german.

## Biografie
Alexander Rubel s-a născut în anul 1969, în Kaiserslautern. A studiat istoria, germanistica și filosofia la Universitatea din Konstanz (Universität Konstanz). În 1996 devine membru știintific la Catedra de Istorie Antică. Titlul de doctor in anul 2000, cu lucrarea Stadt in Angst. Religion und Politik in Athen während des Peloponnesischen Krieges sub Wolfgang Schuller. Apoi se mută în România, unde formează  la Iași o filială a Institutului Goethe. Apoi a devenit lector ca bursier DAAD la Universitatea Alexandru Ioan Cuza Iași.   El este acum director al Centrului Cultural German Iași  și, de asemenea, al Institutului de Arheologie din Iași. 
Rubel se ocupă în primul rând cu temele istorico-culturale și istoria Daciei antice. El conduce săpăturile arheologice a prezenței militare romane din regiune.

## Opere
- Stadt in Angst. Religion und Politik in Athen während des Peloponnesischen Krieges, Wissenschaftliche Buchgesellschaft, Darmstadt 2000, ISBN 3-534-15206-9 (Edition Universität)
- Editor: Rumänien in Europa. Geschichte, Kultur, Politik, Hartung-Gorre și Editura Univ.  "Alexandru Joan Cuza", Konstanz și Iași 2002, ISBN 3-89649-771-5 și ISBN 973-8243-42-4
- Editor cu Cătălin Turliuc: Totalitarism. Ideologia și realitatea socială în România și RDG = Totalitarism , Editura Univ.  "Alexandru Joan Cuza", Iași 2006, ISBN 978-973-703-141-9 și ISBN 973-703-141-5
- Editor cu Andrei Corbea-Hoișie: „Czernowitz bei Sadagora“. Identitäten und kulturelles Gedächtnis im mitteleuropäischen Raum, Hartung-Gorre și Editura Univ.  "Alexandru Ioan Cuza", Konstanz și Iași 2006, ISBN 978-3-86628-070-0 , ISBN 3-86628-070-X , ISBN 978-973-703-175-4 și ISBN 973-703-175-X
- Editor: Friedrich Schiller zwischen Historisierung und Aktualisierung. Akten eines Kolloquiums in Jassy anlässlich des 250. Geburtstags des Dichters am 10. November 2009, Hartung-Gorre și Editura Univ.  "Alexandru Ioan Cuza", Konstanz și Iași 2011, ISBN 978-3-86628-344-2 și ISBN 978-973-703-598-1
- Die Griechen. Kultur und Geschichte in klassischer und archaischer Zeit, Marix Verlag, Wiesbaden 2012, ISBN 978-3-86539-964-9
- Per Anhalter durch die Antike: 1400 Jahre griechisch-römische Geschichte und ihre Aktualität, Marix Verlag, Wiesbaden 2017, ISBN 978-3737410649